# Instituto Internacional de Investigación del Arroz
El Instituto Internacional de Investigación del Arroz se encuentra a Los Baños, Laguna (Filipinas) y dispone de representaciones en diez países. El principal objetivo del IRRI consiste en encontrar métodos duraderos para mejorar el bienestar de los arroceros y consumidores de arroz en estado de pobreza, preservando al mismo tiempo el medio ambiente. Este instituto es uno de los quince centros de investigación agrícola en el mundo que son patrocinados por el grupo consultivo para la investigación agrícola internacional (CGIAR). El IRRI se creó en 1960 y sus actividades de investigación comenzaron en los 1962. IRRI son muy conocido para sus contribuciones a la Revolución verde en Asia en el final de los años sesenta y en los años setenta. Las variedades puestas a punto por el IRRI, denominadas series IR, se aceptan bien en muchos países asiáticos.
Ha sido galardonado con el Premio Fundación BBVA Fronteras del Conocimiento 2010 en la categoría de Cooperación al Desarrollo.

## Reseñas
- Datos: Q1204921
- Multimedia: International Rice Research Institute / Q1204921